# يفهين سميرنوف
يفهين سميرنوف (بالأوكرانية: Смірнов Євген Валерійович)‏ هو لاعب كرة قدم أوكراني في مركز الوسط، ولد في 16 أبريل 1993 في أوكرانيا. لعب مع تشورنومورتس أوديسا ونادي تيراسبول ونادي غوميل.

## وصلات خارجية
- يفهين سميرنوف على موقع اتحاد أوكرانيا (الإنجليزية)
- يفهين سميرنوف على موقع Soccerway.com (الإنجليزية)